# Mirnij kutatóállomás

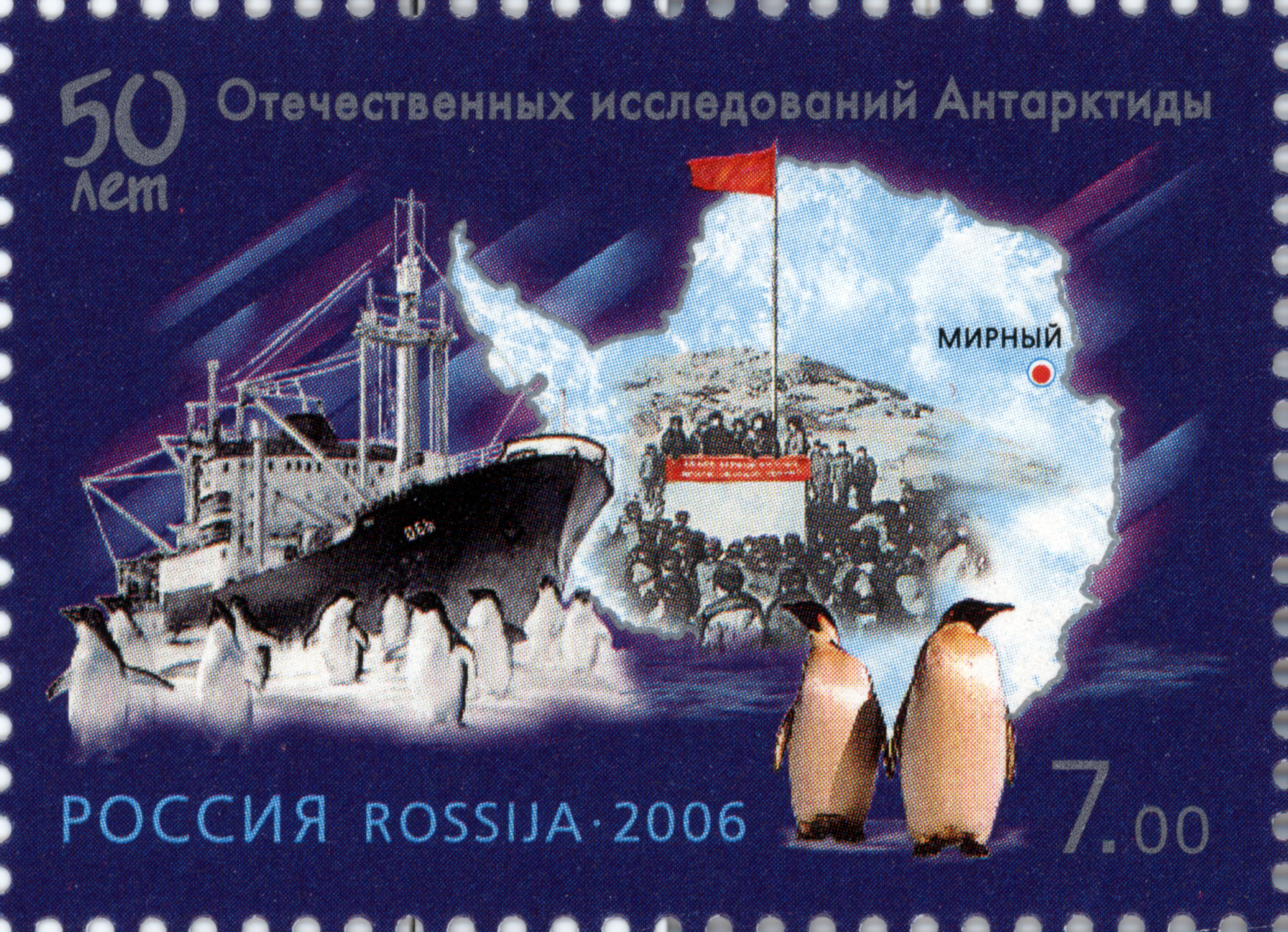
2006-ban, az állomás alapításának 50. évfordulójára kiadott bélyeg

A Mirnij orosz kutatóállomás az Antarktiszon. Az első szovjet antarktiszi expedíció alapította, 1956. január 14-én kezdtek hozzá az építéséhez és február 13-án adták át.
Nevét Fabian Gottlieb von Bellingshausen 1820-ban tett felfedezőútjának egyik hajójáról, a Mirnijről kapta, mely magyarul békéset jelent. Az állomás a kontinens szélén, a Davis-tenger partján foglal helyet. Egész évben lakott, nyáron (októbertől februárig) kb. 150-200, télen (februártól októberig) kb. 50 fős személyzete van, ami kutatókból és az ő munkájukat segítő valamint a kutatóállomás működőképességét biztosító személyekből áll.
Az 1960-as években több magyar meteorológus is dolgozott az állomáson: Titkos Ervin, Hirling György és Baráth József, és dokumentumfilmet forgatott Rockenbauer Pál is.

## Az állomás elhelyezkedése
A Mirnij az Antarktisz Kelet-Antarktika nevű oldalán, Az Indiai-óceán felől megközelíthető Davis-tenger partján fekszik. A partot Pravda-partnak hívják, ennek is az oroszul Hmara-foknak, angol nevén Mabus-foknak nevezett részén helyezkedik el. A part előtt több kisebb-nagyobb sziget található a 92°58' és a 93°2' között, ezek közül legnagyobb a legmesszebbre található Haswell-sziget, majd a parthoz közeledve a Tokarev-, Gorev-, Buromszkij-, Zikov-, Poradina-, Fulmar-, Bejárati-, Hmara-sziget következik, ezeket az Ob-átjáró választja el a Hmara-foktól. A 92°57' és a 93°00' között terülnek el a kicsi Fóka-szigetek és az Építőcsoport-szigetek, amiket a Lena-átjáró választ el a parttól.

## Az állomás leírása
1964-ben Titkos Ervin meteorológus a kilencedik szovjet antarktiszi expedícióval 1 évet töltött a Mirnijen, az állomást ekkor így írta le:
„A telepnek egyetlen utcája volt: a Lenin utca. A hóban mindenféle ládák, hordók, gázpalackok, alkatrészek hevertek. Elhaladtunk a zászlós épület mellett - egyébként a rádióállomás volt -, és a saját lakóházunk felé igyekeztünk. Közben különös látványra lettünk figyelmesek: itt is, ott is emberek tűntek el a hó alatt. [...] Akkor derült ki, hogy a hó alatt szabályos ház áll - ez lett az otthonunk antarktiszi tartózkodásunk alatt.”
A "lakóházak" mellett több más épület is az állomáshoz tartozott, a rádióállomás épületén túl állt a Komszomol-domb, aminek a tetején az aerológusok háza állt, még távolabb egy másik dombon a rádió-leadóállomás antennái álltak. Az egész település 18-20 épületből állt, egy-egy ház alapterülete 60 m² volt, 6-9 kisebb-nagyobb szobával.
Az épületek összeszerelhető falapokból álltak, a falapok pedig vázból, külső furnérburkolatból, és hőszigetelőanyagokból. Ezen kívül a falak és a tető is 3 cm vastag deszkaburkolatot kaptak, a szelek ellen pedig tungaolajjal átitatott farostlapborítás védte őket. Ezzel a megoldással biztosítani lehetett, hogy –50°-os hideg esetén is 18°-os hőmérséklet legyen az épületekben. A házak bejárata a tetőn volt.

## Külső hivatkozás
- A Mirnij honlapja Archiválva 2010. május 20-i dátummal a Wayback Machine-ben
- Az Orosz Arktikus és Antarktikus Kutatóintézet honlapja Archiválva 1998. július 13-i dátummal a Wayback Machine-ben
- Képek Mirnijről, 1978-ból

## Fordítás
Ez a szócikk részben vagy egészben  a   Mirny Station című angol Wikipédia-szócikk ezen változatának fordításán alapul.  Az eredeti cikk szerkesztőit annak laptörténete sorolja fel. Ez a jelzés csupán a megfogalmazás eredetét és a szerzői jogokat jelzi, nem szolgál a cikkben szereplő információk forrásmegjelöléseként.